# Calcio Monza 1984-1985
Questa pagina raccoglie le informazioni riguardanti il Calcio Monza nelle competizioni ufficiali della stagione 1984-1985.

## Stagione
Nella stagione 1984-1985, sempre affidato alle cure dell'allenatore Alfredo Magni, il Monza disputa un tranquillo e regolare campionato cadetto, sempre lontano sia dalla zona promozione cvhe dalla retrocessioner.
Ha ottenuto 19 punti nel girone di andata e 17 nel ritorno.
Lorenzo Marronaro è stato ceduto al Bologna e lascerà il segno nelle due sfide di campionato, sia a Monza che a Bologna.
Con 11 reti realizzate Claudio Ambu è stato il miglior marcatore stagionale dei brianzoli, delle quali 3 reti in Coppa Italia e 8 in campionato.
Intanto a Monza ha disputato tutto il campionato al vecchio Stadio Sada, malgrado fosse in avanzata costruzione il nuovo "Brianteo".
In Coppa Italia il Monza viene inserito nel quarto girone di qualificazione, che promuove Empoli e Torino agli ottavi di finale, ottenendo una sola vittoria.

## Divise e sponsor
Lo sponsor ufficiale per la stagione 1984-1985 è Ponteggi Dalmine.
| Casa | trasferta |

## Rosa
| N. |                   | Ruolo | Calciatore           |
| -- | ----------------- | ----- | -------------------- |
|    | Italia (bandiera) | A     | Claudio Ambu         |
|    | Italia (bandiera) | C     | Luca Aquilante       |
|    | Italia (bandiera) | C     | Mauro Boccafresca    |
|    | Italia (bandiera) | C     | Marco Bolis          |
|    | Italia (bandiera) | C     | Francesco Capelletti |
|    | Italia (bandiera) | C     | Daniele Catto        |
|    | Italia (bandiera) | D     | Roberto Fontanini    |
|    | Italia (bandiera) | D     | Angiolino Gasparini  |
|    | Italia (bandiera) | C     | Giovanni Lorini      |
|    | Italia (bandiera) | A     | Giovanni Pagliari    |

| N. |                   | Ruolo | Calciatore         |
| -- | ----------------- | ----- | ------------------ |
|    | Italia (bandiera) | A     | Massimo Pellegrini |
|    | Italia (bandiera) | D     | Ernesto Peroncini  |
|    | Italia (bandiera) | C     | Maurizio Ronco     |
|    | Italia (bandiera) | C     | Fulvio Saini       |
|    | Italia (bandiera) | D     | Marco Saltarelli   |
|    | Italia (bandiera) | D     | Roberto Spollon    |
|    | Italia (bandiera) | D     | Daniele Tacconi    |
|    | Italia (bandiera) | P     | Alberto Torresin   |
|    | Italia (bandiera) | D     | Andrea Urdich      |

## Risultati

### Serie B

#### Girone di andata
| Empoli 16 settembre 1984 1ª giornata | Empoli            | 0 – 0 | Monza | Stadio Carlo Castellani\| Arbitro: \| Tuveri (Cagliari) \| |
| Arbitro:                             | Tuveri (Cagliari) |       |       |                                                            |

| Arbitro: | Testa (Prato) |

|                   |           |           |
| Pagliari 44’, 48’ | Marcatori | 7’ Valigi |

| Arbitro: | Baldi (Roma) |

|               |           |               |
| Berggreen 65’ | Marcatori | 27’ Fontanini |

| Arbitro: | Bruschini (Firenze) |

|                      |           |  |
| Ambu 36’ (rig.), 56’ | Marcatori |  |

| Arbitro: | Pezzella (Frattamaggiore) |

|          |           |  |
| Bivi 27’ | Marcatori |  |

| Monza 21 ottobre 1984 6ª giornata | Monza               | 0 – 0 | Perugia | Stadio Gino Alfonso Sada\| Arbitro: \| Coppetelli (Tivoli) \| |
| Arbitro:                          | Coppetelli (Tivoli) |       |         |                                                               |

| Arbitro: | Ballerini (La Spezia) |

|             |           |  |
| Barbuti 81’ | Marcatori |  |

| Arbitro: | Luci (Firenze) |

|                      |           |  |
| Tacconi 41’ Ambu 89’ | Marcatori |  |

| Arbitro: | Pirandola (Lecce) |

|             |           |  |
| Luvanor 82’ | Marcatori |  |

| Arbitro: | Testa (Prato) |

|                 |           |  |
| Boccafresca 75’ | Marcatori |  |

| Arbitro: | Boschi (Parma) |

|          |           |           |
| Piras 1’ | Marcatori | 60’ Bolis |

| Monza 2 dicembre 1984 12ª giornata | Monza                       | 0 – 0 | Arezzo | Stadio Gino Alfonso Sada\| Arbitro: \| Pellicanò (Reggio Calabria) \| |
| Arbitro:                           | Pellicanò (Reggio Calabria) |       |        |                                                                       |

| Arbitro: | Lombardo (Marsala) |

|                                     |           |           |
| Pescatori 46’ Saltarelli 47’ (aut.) | Marcatori | 63’ Saini |

| Arbitro: | Lamorgese (Potenza) |

|           |           |               |
| Bolis 27’ | Marcatori | 40’ Marronaro |

| Arbitro: | Pirandola (Lecce) |

|             |           |  |
| Fiorini 77’ | Marcatori |  |

| Arbitro: | Gabbrielli (Prato) |

|               |           |            |
| Ambu 65’, 70’ | Marcatori | 87’ Caputi |

| Arbitro: | Vecchiatini (Bologna) |

|  |           |          |
|  | Marcatori | 50’ Ambu |

| Monza 20 gennaio 1985 18ª giornata | Monza         | 0 – 0 | Triestina | Stadio Gino Alfonso Sada\| Arbitro: \| Testa (Prato) \| |
| Arbitro:                           | Testa (Prato) |       |           |                                                         |

| Arbitro: | Coppetelli (Tivoli) |

|           |           |  |
| Rossi 56’ | Marcatori |  |

#### Girone di ritorno
| Monza 3 febbraio 1985 20ª giornata | Monza             | 0 – 0 | Empoli | Stadio Gino Alfonso Sada\| Arbitro: \| Mattei (Macerata) \| |
| Arbitro:                           | Mattei (Macerata) |       |        |                                                             |

| Padova 17 febbraio 1985 21ª giornata | Padova         | 0 – 0 | Monza | Stadio Silvio Appiani\| Arbitro: \| Luci (Firenze) \| |
| Arbitro:                             | Luci (Firenze) |       |       |                                                       |

| Monza 24 febbraio 1985 22ª giornata | Monza              | 0 – 0 | Pisa | Stadio Gino Alfonso Sada\| Arbitro: \| Bianciardi (Siena) \| |
| Arbitro:                            | Bianciardi (Siena) |       |      |                                                              |

| Arbitro: | Boschi (Parma) |

|             |           |  |
| Ruffini 28’ | Marcatori |  |

| Arbitro: | Esposito (Torre del Greco) |

|                        |           |  |
| Bolis 66’ Pagliari 88’ | Marcatori |  |

| Arbitro: | Boschi (Parma) |

|                                   |           |  |
| De Stefanis 35’ (rig.) Amenta 87’ | Marcatori |  |

| Arbitro: | Tubertini (Bologna) |

|                                         |           |  |
| Pagliari 35’ Lorini 50’ Boccafresca 73’ | Marcatori |  |

| Arbitro: | Baldi (Roma) |

|              |           |  |
| Presicci 47’ | Marcatori |  |

| Arbitro: | Coppetelli (Tivoli) |

|           |           |  |
| Ronco 19’ | Marcatori |  |

| Arbitro: | Pezzella (Frattamaggiore) |

|              |           |  |
| Rebonato 62’ | Marcatori |  |

| Arbitro: | Coppetelli (Tivoli) |

|          |           |            |
| Ambu 13’ | Marcatori | 21’ Crusco |

| Arbitro: | Lamorgese (Potenza) |

|                       |           |              |
| Saltarelli 55’ (aut.) | Marcatori | 87’ Pagliari |

| Arbitro: | Lanese (Messina) |

|          |           |                      |
| Ambu 70’ | Marcatori | 74’ (rig.) Bongiorni |

| Arbitro: | Bruschini (Firenze) |

|                         |           |  |
| Frutti 7’ Marronaro 82’ | Marcatori |  |

| Arbitro: | Pellicanò (Reggio Calabria) |

|                 |           |               |
| Boccafresca 52’ | Marcatori | 48’ Simonetta |

| Arbitro: | Mattei (Macerata) |

|                                    |           |  |
| De Martino 4’, 63’ Tacchi 35’, 53’ | Marcatori |  |

| Arbitro: | Boschi (Parma) |

|           |           |  |
| Bolis 11’ | Marcatori |  |

| Trieste 9 giugno 1985 37ª giornata | Triestina        | 0 – 0 | Monza | Stadio Giuseppe Grezar\| Arbitro: \| D'Elia (Salerno) \| |
| Arbitro:                           | D'Elia (Salerno) |       |       |                                                          |

| Arbitro: | Mattei (Macerata) |

|           |           |               |
| Saini 18’ | Marcatori | 15’ Di Chiara |

### Coppa Italia

#### Quarto Girone
| Arbitro: | Tuveri (Cagliari) |

|  |           |              |
|  | Marcatori | 78’ Calonaci |

| Arbitro: | Luci (Firenze) |

|  |           |                          |
|  | Marcatori | 7’ Gabriele 76’ Arrigoni |

| Arbitro: | Ongaro (Rovigo) |

|                            |           |                      |
| Pancheri 42’ Nicoletti 63’ | Marcatori | 11’ (rig.), 78’ Ambu |

| Torino 2 settembre 1984 4ª giornata | Torino              | 0 – 0 | Monza | Stadio Comunale\| Arbitro: \| Tubertini (Bologna) \| |
| Arbitro:                            | Tubertini (Bologna) |       |       |                                                      |

| Arbitro: | Bruschini (Firenze) |

|                              |           |              |
| Ambu 51’ (rig.) Pagliari 78’ | Marcatori | 57’ Nicolini |

## Statistiche

### Statistiche di squadra
| Competizione | Punti | In casa | In casa | In casa | In casa | In casa | In casa | In trasferta | In trasferta | In trasferta | In trasferta | In trasferta | In trasferta | Totale | Totale | Totale | Totale | Totale | Totale | DR |
| Competizione | Punti | G       | V       | N       | P       | Gf      | Gs      | G            | V            | N            | P            | Gf           | Gs           | G      | V      | N      | P      | Gf     | Gs     | DR |
| ------------ | ----- | ------- | ------- | ------- | ------- | ------- | ------- | ------------ | ------------ | ------------ | ------------ | ------------ | ------------ | ------ | ------ | ------ | ------ | ------ | ------ | -- |
| Serie B      | 36    | 19      | 9       | 10      | 0       | 21      | 7       | 19           | 1            | 6            | 12           | 5            | 21           | 38     | 10     | 16     | 12     | 26     | 28     | -2 |
| Coppa Italia | 4     | 3       | 1       | 0       | 2       | 2       | 4       | 2            | 0            | 2            | 0            | 2            | 2            | 5      | 1      | 2      | 2      | 4      | 6      | -2 |
| Totale       |       | 22      | 10      | 10      | 2       | 23      | 11      | 21           | 1            | 8            | 12           | 7            | 23           | 43     | 11     | 18     | 14     | 30     | 34     | -4 |

### Statistiche dei giocatori
| Giocatore      | Serie B  | Serie B | Coppa Italia | Coppa Italia | Totale   | Totale |
| Giocatore      | Presenze | Reti    | Presenze     | Reti         | Presenze | Reti   |
| -------------- | -------- | ------- | ------------ | ------------ | -------- | ------ |
| C. Ambu        | 32       | 8       | ?            | ?            | 32+      | 8+     |
| L. Aquilante   | 4        | 0       | ?            | ?            | 4+       | 0+     |
| M. Boccafresca | 35       | 3       | ?            | ?            | 35+      | 3+     |
| M. Bolis       | 36       | 4       | ?            | ?            | 36+      | 4+     |
| F. Capelletti  | 1        | 0       | ?            | ?            | 1+       | 0+     |
| D. Catto       | 28       | 0       | ?            | ?            | 28+      | 0+     |
| R. Fontanini   | 30       | 1       | ?            | ?            | 30+      | 1+     |
| A. Gasparini   | 33       | 0       | ?            | ?            | 33+      | 0+     |
| G. Lorini      | 30       | 1       | ?            | ?            | 30+      | 1+     |
| G. Pagliari    | 33       | 5       | ?            | ?            | 33+      | 5+     |
| M. Pellegrini  | 23       | 0       | ?            | ?            | 23+      | 0+     |
| E. Peroncini   | 10       | 0       | ?            | ?            | 10+      | 0+     |
| M. Ronco       | 37       | 1       | ?            | ?            | 37+      | 1+     |
| F. Saini       | 22       | 2       | ?            | ?            | 22+      | 2+     |
| M. Saltarelli  | 38       | 0       | ?            | ?            | 38+      | 0+     |
| R. Spollon     | 36       | 0       | ?            | ?            | 36+      | 0+     |
| D. Tacconi     | 15       | 1       | ?            | ?            | 15+      | 1+     |
| A. Torresin    | 38       | -28     | ?            | ?            | 38+      | -28+   |
| A. Urdich      | 8        | 0       | ?            | ?            | 8+       | 0+     |